# Hugh Pigot (ammiraglio Royal Navy)
Hugh Pigot (1775 – 29 luglio 1857) è stato un ammiraglio britannico.

## Biografia
Hugh Pigot nacque come figlio illegittimo di George Pigot, I barone Pigot (1719–1777), e di Catherine Hill, e fu quindi nipote del tenente generale Robert Pigot e dell'ammiraglio Hugh Pigot, e cugino del generale Henry Pigot e del famigerato capitano Hugh Pigot. I suoi fratelli Richard e George avevano entrambi illustri carriere nell'esercito, salendo rispettivamente al grado di generale e maggiore.
Pigot entrò nella Royal Navy il 1º maggio 1788, servendo per la prima volta a bordo della nave di quarta classe HMS Salisbury, sotto il comando del capitano Erasmus Gower, e dell'ammiraglia del contrammiraglio John Elliot, Commodore-Governatore di Terranova. Più tardi nel corso dell'anno si trasferì nello sloop HMS Merlin, il capitano Edward Pakenham. Ha poi servito per tre anni in acque interne sotto il capitano Andrew Snape Douglas, come guardiamarina nella fregata HMS Southampton, e nelle navi da guardia HMS Goliath e HMS Alcide. Nel 1792 salpò per il Mediterraneo a bordo della HMS Romney da 50 cannoni, ammiraglia del contrammiraglio Samuel Granston Goodall, che seguì nella nave da 98 cannoni HMS Princess Royal nel maggio 1793.
Dopo l'evacuazione di Tolone nel dicembre 1793, fu nominato ufficiale facente funzione del HMS Berwick, nave da 74 cannoni, comandata dal capitano Andrew Sutherland, poi prestò servizio per un breve periodo come guardiamarina sulla HMS Princess Royal, e sulla HMS Britannia da 100 cannoni, nave ammiraglia dell'ammiraglio William Hotham. Fu ufficialmente promosso tenente il 12 novembre 1794 per servire a bordo dello sloop HMS Fleche, sotto i capitani dell'onorevole Henry Hotham, Shuldham Peard ed Edwards. Le sue successive nomine furono al HMS Gladiator, del capitano John Pakenham; la fregata HMS Surprise, sotto i capitani Ralph Willett Miller e Edward Hamilton; il HMS Monarch da 74 cannoni, nave ammiraglia del Vice Ammiraglio Sir Richard Onslow; e l'HMS Eolus del capitano John William Spranger. In quelle navi servì nelle stazioni del Mediterraneo, Terranova, del Mare del Nord, del Baltico e della Giamaica. Promosso comandante il 29 aprile 1802, Pigot comandò il Sloop-of-war HMS Speedy al largo di Seaford dal 24 agosto 1803, fino a quando fu promosso a post-capitano l'8 maggio 1804.

### Post-captain
Il 27 marzo 1805 Pigot comandò lo sloop HMS Dauntless a Sheerness, ma rimase a bordo solo per tre mesi. Comandò poi l'HMS Alligator, e poi dal 28 giugno 1806 il HMS Circe da 32 cannoni, entrambi nelle Indie Occidentali. Il 5 aprile 1807 Circe catturò la nave corsara francese Austerlitz (1808) di 18 cannoni e 125 uomini. Il 2 marzo 1808, catturò l'isola di Marie-Galante, e il 31 ottobre, al largo della Martinica, catturò il brigantino francese Palinure di 16 cannoni e 79 uomini, 7 dei quali furono uccisi e 8 feriti, la Circe, essendo finita sotto il fuoco di una batteria sulla Roccia del Diamante, perse un uomo. Comandò la HMS Captain da 74 cannoni e poi la fregata HMS Latona, della stessa squadra, a bordo della quale comandò lo squadrone di blocco al largo del Guadalupa all'inizio del 1809. Il 10 febbraio 1809, Latona aiutò nella cattura della fregata francese Junon, di 46 cannoni e 323 uomini, il cui incendio ferì sei membri dell'equipaggio della Latona. Gli sforzi e l'attività Pigot mostrata anche nell'aver riparato manualmente le navi danneggiate, gli valse il caldo ringraziamento del capitano George Scott, dell'HMS Horatio. Il 17 aprile 1809 Pigot fu testimone della resa della nave francese da 74 cannoni Hautpoult; e il 18 giugno dello stesso anno prese parte alla cattura della fregata francese Félicité, predisposta per 42 cannoni, ma con solo 14 montati, con 174 uomini, e un carico di zucchero, caffè.
Pigot si imbarcò poi sulla fregata HMS Orpheus, in cui trascorse i successivi quattro anni di stanza nelle Indie Occidentali e ad Halifax. Durante la Guerra anglo-americana contro gli Stati Uniti, il 28 aprile 1813 distrusse la nave corsara da 8 cannoni Wampoe e la nave corsara da 20 cannoni Holkar l'11 maggio 1813. Il 20 aprile 1814 catturò la USS Frolic. Dalla fine del 1814 all'agosto 1815, sulla costa del Nord America, prima di tornare in Inghilterra, comandò la nave da 50 cannoni HMS Diomed e la fregata HMS Nymphe.

### Carriera postbellica
Il 3 novembre 1825 Pigot fu nominato Sovrintendente del Blocco Costiero, al comando della nave HMS Ramillies da 74 cannoni, e poi dal 15 settembre 1829 il HMS Talavera, in servizio nel porto di Le Dune. Il 9 marzo 1831, prese il comando dell'HMS Barham, servendo nel Mediterraneo per i successivi tre anni.
Fu nominato Companion dell'Ordine del Bagno il 26 settembre 1831, e nel 1834 divenne Knight Commander dell'Ordine reale guelfo e allo stesso tempo Knight Bachelor. Fu promosso contrammiraglio il 10 gennaio 1837. Dal 16 maggio 1844 al 1º luglio 1847 Pigot fu Comandante in Capo, Stazione di Cobh in Irlanda, nomina rimasta vacante per molti anni. Fu nominato Knight Commander dell'Ordine del Bagno l'8 luglio 1847, e fu promosso viceammiraglio il 6 agosto 1847. Pigot fu promosso ammiraglio il 4 luglio 1853, e morì il 29 luglio 1857.